# Festuca rigidifolia
Festuca rigidifolia är en gräsart som beskrevs av Oscar Tovar. Festuca rigidifolia ingår i släktet svinglar, och familjen gräs.
Artens utbredningsområde är Peru. Inga underarter finns listade i Catalogue of Life.